# Гугъл карти
Гугъл карти (на английски: Google Maps) е картографска услуга на Google, с която могат да се разглеждат географски карти в произволен уеб браузър. Картите са с променлив мащаб и показват широк спектър от информация за разглеждания регион или местност. Има допълнителен режим за разглеждане на сателитни изображения с или без картографско съдържание, както и теренни карти с изолинии на височините над морското равнище. За територията на България се извършва автоматичен превод на български на населените места и улиците.
Търсачката на Гугъл карти показва върху картата местоположението на зададен адрес.

## История
Гугъл карти първоначално стартира като C++ програма, програмирана от двама Датски братя, Ларс и Йенс Айлструп Расмусен, и Ноел Гордън и Стивън Ма в основаната в Сидни компания Where 2 Technologies. Първоначално е проектиран да бъде изтеглян отделно от потребителите, но по-късно компанията представя идеята за чисто уеб-базиран продукт под управлението на Google, променяйки метода на разпространение. През октомври 2004 г. компанията е придобита от Google, където се променя в уеб приложението Google Maps.
През същия месец, Google придобива Keyhole, компания за визуализация на геопространствени данни (с инвестиция от ЦРУ), чийто пакет приложения, Earth Viewer, се очертава като изключително успешното приложение на Google Earth през 2005 г., докато други аспекти на основната му технология са интегрирани в Гугъл карти. През септември 2004 г. Google придоби ZipDash, компания която предоставя анализ на трафика в реално време.

### 2005-2010
Стартирането на Гугъл карти е обявено за първи път в блога на Google на 8 февруари 2005 г.
През септември 2005 г., след урагана Катрина, Гугъл карти бързо актуализира сателитните си изображения на Ню Орлиънс, за да позволи на потребителите да видят степента на наводненията в различните части на града.
На 28 ноември 2007 г. излизат Гугъл карти за Mobile 2.0. Той включва бета версия на функцията „Моето местоположение“, която използва GPS / Assisted GPS местоположението на мобилното устройство, ако е налично, допълнено от определяне на най-близките безжични мрежи и клетъчни сайтове. Софтуерът търси местоположението на клетъчния сайт, използвайки база данни от известни безжични мрежи и сайтове. Чрез триангулиране на различните сили на сигнала от клетъчни предаватели и след това използване на тяхното свойство за местоположение (извлечено от базата данни), My Location („Моето местоположение“) определя текущото местоположение на потребителя.
На 23 септември 2008 г., съвпадайки с обявяването на първото търговско устройство на Android, Google обяви, че е пуснато приложение Гугъл карти за неговата операционна система Android.
През октомври 2009 г. Google заменя Tele Atlas като основен доставчик на геопространствени данни в американската версия на Гугъл карти и използва свои собствени данни.

### 2011-2015
На 19 април 2011 г. е добавен Map Maker към американската версия на Гугъл карти, което позволява на всеки зрител да редактира и добавя промени в Гугъл карти. Това предоставя на Google локални актуализации на карти почти в реално време, вместо да чака компаниите за цифрови картографски данни да пускат по-редки актуализации.
Поради предлагането на своите карти безплатно, на 31 януари 2012 г. Google е признат за виновен в злоупотреба с господстващото положение на приложението си Google Maps и осъден от съда да плати глоба и щети на Bottin Cartographer, френска компания за картографиране. Това решение e отменено след обжалване.
През юни 2012 г. Google започва да картографира британските реки и канали в партньорство с Canal and River Trust. Компанията заявява, че ще актуализира програмата през годината, за да позволи на потребителите да планират пътувания.
През декември 2012 г. приложението Google Maps е отделно достъпно в App Store, след като Apple го премахва от инсталацията по подразбиране на версията на мобилната операционна система iOS 6 през септември 2012 г.
На 29 януари 2013 г. Гугъл карти е актуализиран, за да включва карта на Северна Корея. От 3 май 2013 г. Гугъл карти признава Палестина като държава, вместо да пренасочва към Палестинските територии.
През август 2013 г. Гугъл карти премахва слоя на Уикипедиа, който предоставя връзки към съдържанието в Уикипедиа за местоположения, показани в Гугъл карти, използвайки геокодове на Уикипедиа.
На 12 април 2014 г. Гугъл карти са актуализирани, за да отразяват кризата в Крим от 2014 г. Крим е показан като Република Крим в Русия и като Автономна република Крим в Украйна. Всички останали версии показват спорни гранични точки.
През април 2015 г., на карта близо до Пакистанския град Равалпинди, изображението на логото на Android, което уринира върху логото на Apple, е добавено чрез Map Maker и се появява в Гугъл карти. Вандализмът скоро е премахнат и Google публично се извинява. В резултат обаче, на 12 май Google деактивира редактирането от потребителите в Map Maker по целия свят, докато не може да разработи нова политика за одобряване на редакции и избягване на вандализъм.
На 29 април 2015 г. потребителите на класическите Гугъл карти бяха пренасочени към новите Гугъл карти с опцията да бъдат премахнати от интерфейса.
На 14 юли 2015 г. китайското име за Scarborough Shoal беше премахнато, след като петиция от Филипините беше публикувана на Change.org.

### 2016-2018
На 27 юни 2016 г. Google пускат нови сателитни изображения по целия свят, получени от Landsat 8, включващи над 700 трилиона пиксела нови данни. През септември 2016 г. Гугъл карти придобива стартъпа за картографски анализи Urban Engines.
През 2016 г. правителството на Южна Корея предлога на Google условен достъп до географската база данни на страната – достъп, който вече предлага на местните корейски доставчици картографски карти с висока детайлност. Google отхвърля офертата, тъй като не желаеше да приеме ограниченията за намаляване на качеството около местата, които правителството на Южна Корея смята за чувствителни.
На 16 октомври 2017 г. Гугъл карти са актуализирани с достъпни изображения на няколко планети и луни като Титан, Меркурий и Венера, както и директен достъп до изображения на Луната и Марс.
През май 2018 г. Google обявява големи промени в структурата на API, започвайки от 11 юни 2018 г. Тази промяна консолидира 18-те различни крайни точки в три услуги и обедини основния и премиум плановете в един план за плащане.Това означава 1400% увеличение на цената за потребителите на основния план, само с шест седмици предизвестие. Това предизвика остра реакция в общността на разработчиците. През юни Google отлога датата на промяната за 16 юли 2018 г.
През август 2018 г. Гугъл карти проектират цялостния си изглед (когато е намален напълно) в 3D глобус, пускайки проекцията на Меркатор, която проектира планетата върху равна повърхност.

### 2019-представяне
През януари 2019 г. Гугъл карти добавят сигнали за скоростен капан и скоростна камера, както съобщават други потребители.
На 17 октомври 2019 г. Гугъл карти са актуализирани, за да включват докладване за инциденти, наподобяващо функционалност в Waze, която беше придобита от Google през 2013 г.
През декември 2019 г. беше добавен режим „инкогнито“, който позволява на потребителите да въвеждат дестинации, без да запазват записи в своите акаунти в Google.
През февруари 2020 г. Гугъл карти получиха редизайн за 15-та годишнина. По-специално той добави чисто нова икона на приложението, която сега наподобява оригиналната икона от 2005 г.
На 23 септември 2020 г. Google обявява актуализация на слоя за COVID-19 за картите на Google, която е предназначена да предлага седемдневни средни данни за общия брой положителни случаи на COVID-19 на 100 000 души в избрания на картата район. Освен това има етикет, указващ нарастването и спадането на броя на случаите.
През януари 2021 г. Google обяви, че ще пусне нова функция, която показва сайтовете за ваксинации срещу COVID-19.
През януари 2021 г. Google обяви актуализации на планировщика на маршрути, който ще побере водачи на електрически превозни средства. Маршрутирането ще вземе предвид вида на превозното средство, състоянието на превозното средство, включително текущото зареждане, и местоположението на зарядните станции.

## Google Maps API
Google Maps API позволява да се вграждат Гугъл карти в собствени уебстраници посредством JavaScript. Приложно-програмният интерфейс на Гугъл карти и Google Earth предоставя определен брой функции за работа с тези карти (така както е в www.maps.google.com и www.code.google.com/apis/earth/) позволяващо да се добави съдържание през различни услуги, и така да се създават пълноценни карти на произволен сайт.
Настоящата версия на Maps API е 3.

## Функционалност

### Маршрути и транзит
Google Maps предлага планиране на маршрути, което позволява на потребителите да намират достъпни маршрути с автомобил, обществен транспорт, пеша или с велосипед. Google работи с над 800 доставчици на обществен транспорт по целия свят, за да внедри GTFS (General Transit Feed Specification), което прави данните достъпни за трети страни.

### Списъци на фирми
Google събира фирмени обяви от няколко онлайн и офлайн източника. За да се намали дублирането в индекса, алгоритъмът на Google автоматично обединява обявите въз основа на адрес, телефонен номер или геокод. Google позволява на собствениците на фирми да създават и проверяват собствените си фирмени данни чрез Google Business Profile, бившия Google My Business.

### Условия за движение
През 2007 г. Google започва да предлага данни за пътната обстановка като цветно наслагване върху пътища и магистрали, за да представи скоростта на превозните средства по определени пътища. Краудсорсингът се използва за получаване на GPS-дефинирани местоположения на голям брой потребители на мобилни телефони, от които се създават карти на трафика в реално време.

### Изображение под ъгъл 45°
През декември 2009 г. Google представи нов изглед, състоящ се от въздушни снимки под ъгъл 45°, който предлага "изглед на градовете от птичи поглед". Първите налични градове бяха Сан Хосе и Сан Диего. Първоначално тази функция беше достъпна само за разработчици чрез Google Maps API.